# Guerra Anglonepalesa
La Guerra Anglonepalesa fou un conflicte bèl·lic que va enfrontar als britànics i els gurkhes de Nepal que va durar del 1814 al 1816.
Del 1804 al 1812 els incidents fronterers entre Nepal i els britànics foren constants. Finalment es van nomenar comissionats per delimitar la frontera i investigar la situació per arranjar tots els problemes; el resultat de la investigació va demostrar que els incidents eren responsabilitat dels nepalesos (1813) i un destacament de regulars va prendre possessió de les zones en disputa. Però quan el destacament es va retirar a la temporada de pluges (1814), les estacions de policia foren atacades per grups de nepalesos i la Companyia Britànica de les Índies Orientals va declarar la guerra (novembre de 1814).
La invasió dels territoris gurkhes va començar per l'oest, darrer del Jumna i prop del Sutlej; els atacs als forts gurkhes protegits per empallissades o situats a altures estratègiques, foren rebutjats repetidament. la resistència més forta fou a Kalanga prop de Dehra, on el general Gillespie va morir mentre encoratjava als seus homes per renovar l'atac. El 1815 Sir David Ochterlony va agafar el comandament. Finalment, en una sèrie d'operacions els gurkhes foren expulsats de les muntanyes de Malaun i el seu nou comandant Amar Singh i el seu fill van haver de capitular i es va autoritzar la seva retirada del territori a l'oest del Kali (1815). També a Kumaon els britànics van expulsar els gurkhes (1815) i a causa d'aquestos èxits es va signar una treva el novembre de 1815 i una pau provisional a Sugauli el 2 de desembre de 1815.
Però com que el raja no va posar la seva signatura es va decidir reprendre la guerra i marxar contra la capital nepalesa; les preparacions a gran escala es van iniciar immediatament i un exèrcit es va concentrar a Saran, amb 13.000 regulars, de les quals tres mil eren europeus, i un gran nombre d'irregulars. A finals de gener del 1816 l'exèrcit va avançar des de Bettiah cap a Katmandú, un terreny molt difícil que els obligava a avançar per llits secs de rius i torrents i per la vora de penya-segats; els gurkhes a més oferien una ferotge resistència encara que foren derrotats en diversos xocs; al final els britànics van arribar a un punt a tres dies de marxa de la capital. Vegen que tota resistència era inútil i que si els britànics avançaven més conqueririen el país, els nepalesos van enviar un ambaixador al quarter britànic demanant la pau.
El 14 de març de 1816 el tractat de Sugauli de 1815 fou ratificat pel raja; per aquest tractat Nepal perdia un terç del seu territori (Sikkim, Himachal Pradesh, Uttarakhand i Terai, si bé part del Terai li fou retornat en una revisió del tractat el mateix 1816).